# Anspruch und Verkündigung
Das Buch Anspruch und Verkündigung ist eine Sammlung von fünf weiteren Offenbarungstexten Baha’u’llahs, dem Religionsstifter der Bahai. Es sind die deutschen Übersetzungen der Sure vom Tempel, der Sure an den Herrscher, der Tafel an den Herrscher, der Tafel von Fu’ád und der Sure an die Könige.

## Inhalt

### Súratu’l-Haykal („Sure vom Tempel“)
In dieser Sure wird unter anderem die symbolische Bedeutung der vier Buchstaben des arabischen Wortes für Tempel, Haykal, erklärt und angegeben, dass dieser Tempel bereits im Buche vorhergesagt wurde. Hiermit ist Sacharja 8,9 gemeint. Mit diesem Tempel ist kein Haus der Andacht gemeint, sondern ein lebendiger Tempel, nämlich Baha’u’llah selbst. Da kein spezieller Adressat der Sure angegeben wird, erklärte Baha’u’llah auf Nachfrage, dass er diese Sure an sich selbst gerichtet hat. Die Sure beginnt mit einem Lobpreis Gottes und mit dem Dank an ihn für diese neue Offenbarung. Baha’u’llah schildert metaphorisch wie der Ruf Gottes an ihn ergangen ist, verwirft die Einwände der Babi gegen die neue Offenbarung, ruft sie auf ihn als den vom Bab Verheißenen anzuerkennen und schildert den Verrat Subh-i-Azals. Sodann kündigt Baha’u’llah die Bildung eines neuen Gottesvolkes an, dessen Aufgaben und Wirken bildhaft als „Augen“, „Ohren“, „Zunge“, „Füße“, „Brust“ und „Herz“ dieses Tempels geschildert werden. Mit der Aufforderung eine neue Gemeinde zu bilden warnt er die Bahai zugleich vor Stolz, vor dem Glanz der Führerschaft, vor falscher Frömmigkeit und davor die künftige Manifestation zu verleugnen. Baha’u’llah offenbarte diesen Text zunächst in Edirne und ein weiteres Mal nach seiner Ankunft (31. August 1868) in Akkon. In dieser Version integrierte er seine Botschaften an die einzelnen Herrscher – an Papst Pius IX., die zweite Botschaft an Kaiser Napoléon III., an Zar Alexander II., an Königin Victoria und an Nāser ad-Din Schah. Diese zweite Fassung ließ Baha’u’llah kurz nach ihrer Fertigstellung in Gestalt eines Pentagrammes niederschreiben, das den Tempel des Menschen symbolisiert. Den Kopf und die vier Extremitäten bildeten dabei die Sendschreiben an die Herrscher.

### Lawh-i-Pap (Tafel an den Papst)
Hiermit ist das Sendschreiben an Papst Pius IX. gemeint, welches 1869 in Akkon in arabischer Sprache offenbart wurde. Baha’u’llah legt hierin unmissverständlich seinen Anspruch dar, die Wiederkunft Christi zu sein, zieht Parallelen zwischen der Haltung der Pharisäer gegenüber Jesus Christus und seiner eigenen Verfolgung, spricht die fortschreitende Offenbarung und theologische Grundsätze wie der vom Tag Gottes und vom Bund Gottes an und ermahnt den Papst sich in Freude dem Reiche Gottes zuzuwenden und nicht nur selbst vom „Kelch des Lebens“ zu trinken, sondern ihn darüber hinaus empfänglichen Seelen jedweder Religion darzureichen, fordert den Papst auf seine Paläste denen zu überlassen, die sie begehren, seinen reich verzierten Kirchenschmuck zu verkaufen und sein Reich den Königen zu übergeben und ruft ihn auf die Könige zu ermahnen, gerecht mit den Menschen zu verfahren.
Die Tafel ist vordergründig an den Papst gerichtet, doch ist es darüber hinaus an die Völker der Erde, an die Geistlichen, Mönche, Gelehrte, Bischöfe und die Gläubigen aller Religionen (insbesondere Christen) adressiert. Es finden sich daher auch Bezüge zum Koran, wenn beispielsweise vom Tag des Gerichts die Rede ist. Der Papst, der aufgefordert wurde sein Reich den Königen zu übergeben, war noch weltliches Oberhaupt des – einen Gutteil Norditaliens einschließlich Roms umfassenden – Kirchenstaats. 1870, kurz nachdem der Papst das Sendschreiben empfangen hatte, musste Pius IX. jedoch die weiße Flagge über dem Petersdom hissen lassen, es kam zum Ende des Kirchenstaates und die Stadt Rom, über welche die Päpste mit nie bestrittenem Recht zehn Jahrhunderte lang geherrscht hatten, wurde zum Sitz des neuen Königreiches Italien.

### Lawh-i-Nápulyun-II (Zweite Tafel an Napoléon III.)
Die zweite Tafel an Napoléon III. wurde auf Arabisch offenbart und 1869 durch den französischen Geschäftsträger in Akkon (Louis Catafago) übersetzt und an den Kaiser übermittelt. Große Teile dieser Tafel sind in der Ährenlese enthalten und werden im Brief an den Sohn des Wolfes erneut offenbart. Baha’u’llah beschreibt in der Tafel die Leiden, die er und seine Gefährten erdulden musste, seinen Auftrag und seine Stufe, warnt den Kaiser davor, dass Stolz und Hochmut ihn hindern sich der Armen und Verlassenen anzunehmen, empfiehlt ihm allen Reichtum aufzugeben, prangert die Unaufrichtigkeit des Monarchen an, da er die erste Tafel beiseite warf, und prophezeit, dass sein Reich in Verwirrung gestürzt würde, dass die Herrschaft seinen Händen entgleiten würde und dass das Volk in seinem Lande von Aufruhr erfasst würde, wenn er sich nicht aufmache die Sache Gottes zu unterstützen. Baha’u’llah fordert ihn auf seine Sache zu lehren und benennt die ethischen Grunderfordernisse hierfür. Napoleon und die christlichen Geistlichen werden davor gewarnt, den gleichen Fehler wie einst die Pharisäer beim Kommen Jesu zu begehen und ruft die Mönche und Priester auf die Kirchen und Klöster zu verlassen, Familien zu gründen und auf Askese und überkommene Speiseverbote zu verzichten. Hingewiesen wird auf die neunzehntägige Fastenzeit, das Ridvan-Fest und die Geburtstage des Bab und Baha’u’llahs aus dem Bahai-Kalender. Der Kaiser beachtete diese Warnungen nicht und so erfüllten sich die Prophezeiungen innerhalb kurzer Zeit. Der Kaiser wurde bei der Schlacht von Sedan (2. September 1870) gefangen genommen und zwei Tage später mit der Ausrufung der Dritten Republik abgesetzt. Er starb im englischen Exil. Caesar Catafago, der Sohn des oben erwähnten Geschäftsträgers, war zutiefst bewegt von der Erfüllung dieser Prophezeiung und wurde Bahai.

### Lawh-i-Malik-i-Rús (Tafel an Zar Alexander II.)
Laut dieser Tafel, die in Akkon auf Arabisch offenbart wurde, hat Gott für den Zaren einen besonderen Rang verordnet, da einer seiner Gesandten Baha’u’llah Hilfe anbot, als er in Teheran gefesselt und angekettet im Kerker lag. In dieser Tafel, die auch in dem Brief an den Sohn des Wolfes zitiert wird, wird der Zar gewarnt diesen Rang sich nicht zu verscherzen, wird davor gewarnt, dass ihn seine Herrschaft nicht von ihm, dem höchsten Herrscher, fernhält und wird gewarnt, dass seine Begierden ihn nicht daran hindern, sich dem Angesicht seines Herrn, des Mitleidigen, des Barmherzigsten, zuzuwenden. Baha’u’llah identifiziert sich als den himmlischen Vater und als den, den die Zunge Jesajas pries und mit dessen Namen die Tora und das Evangelium geschmückt wurden. In der Tafel beschreibt Baha’u’llah seine Botschaft und fordert den Zaren auf diese zu proklamieren und die Völker zu Gott zu rufen. In einer kleinen Passage lässt Baha’u’llah erkennen, dass das stille Gebet des Zaren von Gott vernommen wurde. Der Inhalt dieses Gebetes wird aber nicht beschrieben.

### Lawh-i-Malikih (Tafel an Königin Victoria)
Diese Tafel ist auf Arabisch und ist teilweise in der Ährenlese übersetzt und wurde im Brief an den Sohn des Wolfes teilweise erneut offenbart. Baha’u’llah versichert in dieser Tafel, dass alles, was im Evangelium verkündet ist, sich erfüllt hat, fordert die Königin auf sich seiner Sache zuzuwenden, lobt sie, dass sie den Sklavenhandel verboten hat (Baha’u’llah verbot dies im Kitab-i-Aqdas) und dass sie die Zügel der Beratung in die Hände der Volksvertreter gelegt hat, und stellt die ethischen Voraussetzungen und Haltungen seitens der Parlamentarier dar. Die Parlamentarier sollen nicht die partikulären Interessen ihrer Wähler noch die nationalen Interessen ihrer Staaten vertreten, sondern sich „als Vertreter aller“ sehen, „die auf Erden wohnen“ und mit gerechtem Urteil unter ihnen richten. Baha’u’llah versteht die Welt als Gesamtorganismus, dessen sämtliche Teile interdependent sind, und von schweren Störungen und Krankheiten befallen wurde. Als wirksamste Arznei sieht Baha’u’llah „die Vereinigung aller Völker in einer allumfassenden Sache, in einem gemeinsamen Glauben“. Baha’u’llah geißelt die Herrscher seiner Zeit, die ihn daran hinderten diese Arznei anzuwenden. Da dieser „Größte Frieden“ zurückgewiesen wurde, ruft Baha’u’llah die Könige der Erde auf sich fest an den „Geringeren Frieden“ zu halten, wozu eine prinzipielle Aussöhnung der Staaten, allgemeine Abrüstung und die Reduzierung der Streitkräfte auf eine reine Verteidigungsarmee sowie ein kollektives Sicherheitssystem gehört. Außerdem fordert Baha’u’llah die Könige auf ihren Untertanen keine unerträgliche Lasten aufzubürden und Zufluchtsuchenden ein Asylrecht zu gewähren. Der Text endet mit einem für Königin Viktoria offenbarten Gebet.

### Lawh-i-Sultán (Tafel an Schah Nasreddin)
Baha’u’llah offenbarte diese Tafel kurz bevor er Adrianopel verließ (12. August 1868). Sie wurde aber erst von dem siebzehnjährige Áqá Buzurg-i-Níshápúrí, der von Baha’u’llah den Ehrennamen Badi’ („wundervoll“) bekam, von Akkon aus zu Fuß nach Teheran gebracht. Nach der vier Monate währenden Reise übergab er dem Schah persönlich die Tafel. Etwa die Hälfte des Sendschreibens ist auf Arabisch die andere Hälfte auf Persisch offenbart. Der Schah beauftragte die Mujtahids von Teheran das Sendschreiben zu beantworten. Diese umgingen jedoch diesen Befehl und empfahlen dafür den Überbringer zu töten. Badi’ starb im Juli 1869 einen qualvollen Märtyrertod und erhielt von Bahá`u`llah den Beinamen „der Stolz der Martyrer“.
Das Lawh-i-Sultan ist mit über 43 Druckseiten das umfangreichste Sendschreiben an einen Monarchen. Hierin schildert Baha’u’llah metaphorisch wie der Ruf Gottes an ihn ergangen ist, stellt seine eigenen Leiden und die seiner Anhänger dar, widerlegt argumentativ gegen ihn und seine Gemeinde gerichtete Vorwürfe und ruft den Schah zu Gerechtigkeit auf. So weist Baha’u’llah darauf hin, dass es in jeder Gemeinde Gelehrte und Tore, Weise und Achtlose, Fromme und Lasterhafte gibt und warnt davor, dass es der Gerechtigkeit des Schahs übel ansteht, für das Vergehen eines Einzelnen eine ganze Gruppe von Menschen der Geißel des Zorns zu unterwerfen. Außerdem wird der Schah aufgefordert alle Fragen persönlich und unvoreingenommen zu untersuchen und sich nicht mit den haltlosen Behauptungen einiger Weniger zu begnügen. Baha’u’llah nennt in diesem Zusammenhang Geistliche und Gelehrte und argumentiert mit Vers 6 der 49. Sure, nach der Aussagen von Frevlern unverzüglich zu überprüfen sein, und mit einer Hadith, die dem elften Imam Hasan al-Askari zugeschrieben wird, nach der die Geistlichen am Jüngsten Tag die Verruchtesten sein werden, verweist auf Jesus und Muhammad, die ebenfalls unter den Geistlichen und Gelehrten zu leiden hatten, und offenbarte erneut vier Verborgene Worte zu diesem Thema. Hierdurch argumentiert er gleichzeitig für die fortschreitende Offenbarung.
Trotzdem regt Baha’u’llah eine Versammlung mit den Geistlichen an, um in der Gegenwart des Schahs Zeugnisse abzulegen und Beweise anzutreten. Diese Versammlung hat nie stattgefunden.
Ausführlich wird das Konzept des Heiligen Krieges diskutiert und verworfen, jede Art von Gewalt und Streit für Gott kategorisch abgelehnt. Eindringlich führt Baha’u’llah die Vergänglichkeit und Vergeblichkeit von irdischer Macht, von Ansehen, Ruhm und Reichtum vor Augen.

### Súratu’r-Ra’ís („Sure an den Herrscher“)
Mit Ra’ís (arab. Oberhaupt, Führer, Herrscher) richtet sich Baha’u’llah im 1. Teil dieser auf Arabisch geoffenbarten Sure an den Großwesir des osmanischen Reiches Mehmed Emin Ali Pascha, legt dort schonungslos dessen Machtmissbrauch bloß, gebietet ihm der Stimme Gottes Beachtung zu schenken und prophezeit, dass Edirne den Händen des Herrschers entgleiten wird und überall Blut fließen wird. Baha’u’llah verließ Edirne am 12. August 1868, weil er weiter nach Akkon verbannt wurde. Die Offenbarung dieser Sure begann kurz danach im Dorf Káshánih. Abgeschlossen wurde sie in Gyáwur-Kyuy auf dem Weg nach Gallipoli. Die Prophezeiung erfüllte sich, da Abdülaziz 1876 sowohl seinen Thron als auch sein Leben verlor und Edirne vom Feind besetzt wurde (Russisch-Osmanischer Krieg), der unter der türkischen Bevölkerung ein Blutbad anrichtete. Im 2. Teil der Sure wendet sich Baha’u’llah mit gütigen und anerkennenden Worten an den herausragenden persischen Lehrer des Glaubens Hāddschi Muhammad Siyyid Ismá’íl-i-Kasháni, der dort Dhabíh (arabisch „das Opfer“) oder Anís (arabisch „Gefährte“) genannt wird. Baha’u’llah erklärte als die Soldaten sein Haus in Edirne bewachten, habe er sich in einem Zustand unermesslicher Freude und höchsten Glücks befunden, denn nichts in seinen Augen ist verdienstvoller als das Martyrium auf dem Pfade Gottes. Auch an weiteren Beispielen macht Baha’u’llah dies klar und bestätigt, dass Heimsuchungen als Öl für die Lampe der Sache Gottes wirken. Die Sure wurde zu Ehren von Dhabíh geoffenbart. Als Antwort auf eine Frage Dhabís beschreibt Baha’u’llah das Wesen der vernunftbegabten Seele.

### Lawh-i-Ra’ís („Tafel an den Herrscher“)
Dieser zweite an Mehmed Emin Ali Pascha gerichtete Brief Baha’u’llahs wurde kurz nach seiner Ankunft (31. August 1868) in Akkon in persischer Sprache offenbart. Darin werden unter anderem die Leiden beschrieben denen Baha’u’llah, seine Gefährten und insbesondere die ihm begleitenden Frauen und Kinder während der Reise von Edirne nach Akkon und in dem dortigen Gefängnis ausgesetzt waren. Wegen des Zustandes der Kinder und der großen Zahl von Frauen bat Baha’u’llah einen Offizier dem Sultan zu bitten diesem Gefangenen eine Unterredung von zehn Minuten zu gestatten. Baha’u’llah versichert, dass die Seufzer dieser Kinder und die Schreie dieser Unterdrückten ihre Folgen haben werden. Er weist auf eine Feuersbrunst in Istanbul und auf den Ausbruch der Pest hin, die vom Adressaten nicht beachtet wurden. Anhand eines Puppenspieles, dass Baha’u’llah als Kind sah, verdeutlichte er dem Adressaten sich nicht der Dinge dieser Welt zu brüsten und fordert ihn auf stattdessen den Worten Gottes zu lauschen. Baha’u’llah mahnt, dass diese Welt voll des Irrtums und des Truges ist und zitiert in diesem Zusammenhang eine Warnung des persischen Dichters Majdud-i-Adam-i-Ghaznawi. Außerdem prophezeit Baha’u’llah, dass weder seine eigene Erniedrigung noch der Ruhm des Paschas von Dauer sein werden.

### Lawh Fu’ád („Tafel von Fu’ád“)
Diese Tafel ist nach dem osmanischen Staatsmann Mehmed Fuad Pascha benannt, den Baha’u’llah als „Anstifter“ zu seiner Verbannung nach Akkon bezeichnet. In dieser nur fünf Druckseiten umfassenden Tafel schildert Baha’u’llah mittels der Metaphern des „Gerichts“ und der „Hölle“ die Umstände des Todes dieses Staatsmannes und macht hierdurch die Vergeblichkeit von irdischer Macht und Reichtum deutlich, ebenso die Verzweiflung angesichts der eigenen Taten und der verzweifelte Wunsch nach Umkehr und Wiedergutmachung. Der Staatsmann starb im Februar 1869 in Nizza. Das Sendschreiben wurde kurz nach seinem Tode in Akkon auf Arabisch geoffenbart und ist an den persischen Bahai Scheich Kazim-i-Samandar (1844–1918) aus Qazvin gerichtet. Es sagt außerdem den bevorstehenden Sturz des osmanischen Staatsmannes Mehmed Emin Ali Pascha und des Sultans Abdülaziz voraus. Diese Prophezeiungen kursierten weithin und ihre dramatische Erfüllung trug viel zum Ansehen Baha’u’llahs bei. So konvertierte Mirza Abu’l-Fadl deswegen zum Bahai-Glauben. Die Tafel schildert auch das Schicksal von Mirza Mihdiy-i-Rashti, ein Richter in Konstantinopel und Parteigänger von Subh-i-Azal.

### Súratu’l-Mulúk („Sure an die Könige“)
Diese Sure wurde von Baha’u’llah in Adrianopel auf Arabisch offenbart und wendet sich in erster Linie an die Gesamtheit der Könige. Längere Teile dieses Sendschreibens wurden bereits in der Ährenlese wiedergegeben. Shoghi Effendi gibt an, dass die Sure fast unmittelbar nach der „größten Trennung“, dem Rückzug Baha’u’llahs ins Haus von Ridá Big am 10. März 1866, offenbart wurde. Andere Quellen datieren das Sendschreiben auf das Jahr 1867. In dem Sendschreiben gibt Baha’u’llah zahlreiche Empfehlungen, die man als Grundprinzipien einer Herrschaftsethik interpretieren kann. Gleichzeitig warnt Baha’u’llah vor Selbstüberschätzung und der Überbewertung von irdischen Besitzes und Macht.
Baha’u’llah erteilt in der Sure den Königen einen Verweis, weil sie die Botschaft des Bab missachtet haben, legt das Wesen seiner Sendung dar, wie auch den Maßstab der Gerechtigkeit, dem jegliche Machtausübung genügen muss und empfiehlt unter anderem die Abrüstung und die Verminderung der finanziellen Lasten für die Untertanen.
Einen besonderen Verweis erhielten die Könige der Christenheit, da sie sich mit Spiel und Tand ergötzten, anstatt auf die Aussage Jesus über seine Rückkehr zu achten.
Der einzig individuell angesprochene Monarch ist der türkische Sultan Abdülaziz, auf dessen Erlass hin Baha’u’llah in Edirne und später in Akkon festgesetzt wurde. Baha’u’llah rügt den Sultan, dass er seine Angelegenheiten Ministern anvertraut hat, die weder vertrauenswürdig noch gottesfürchtig sind, gibt dem Sultan Ratschläge und stellt die Demütigungen dar, die er auf dem Wege von Konstantinopel nach Edirne und in jener Stadt ertragen musste.
Neben Königen werden auch andere Personen angesprochen. So werden die Minister des Sultans wegen ihrer Taten getadelt.
Die Bewohner Istanbuls werden unter anderem ermahnt Gott zu fürchten, den Ratschlägen Baha’u’llahs zu folgen, sich vor Demut vor den wahren Gläubigen zu beugen, die Religionslehrer, deren Lebenswandel mit ihrem Bekenntnis übereinstimmt, zu achten, keine Zwietracht unter den Menschen zu säen und keiner Seele eine Last aufzubürden, die man selbst nicht tragen kann. Obwohl die überwiegende Zahl der Einwohner Sunniten sind, preist Baha’u’llah die Tugenden und die erhabene Stufe des Husain ibn ʿAlī (Dritter Imam der Schiiten) und beschreibt seinen Opfertod. Sein Martyrium hat für die Schiiten zentrale Bedeutung, ähnlich der des Kreuzestodes Christi für die Christen.
Ein beträchtlicher Teil der Sure ist an den Gesandten des Schahs in Konstantinopel gerichtet. Dies ist Hāddschi Mírza Husayn Khán Mushíru`d-Dawlih, der aus Qazvin stammt. In der Sure wird er als Vertreter seines Landes auf das heftigste getadelt ob all der Verfolgungen und Leiden, mit denen die persischen Gläubigen überhäuft worden sind, vor allem aber wegen der Hinrichtung des Báb. Zu dem Zeitpunkt der Offenbarung dieser Sure hatte sich der Gesandte bereits erfolgreich für die Verbannung Baha’u’llahs von Bagdad nach Istanbul und von dort nach Edirne eingesetzt. In einem Absatz wird auch der persische Generalkonsul in Bagdad, Mirzá Buzurg Khán-i-Qazvíní, getadelt, der die Hauptrolle bei der Verbannung Baha’u’llahs nach Istanbul gespielt hat. Dem Gesandten wird in diesem Absatz vorgeworfen die brieflichen Anschuldigen des Generalkonsuls gegen Baha’u’llah nicht überprüft zu haben.
An das persische Volk gewandt, versichert Baha’u’llah, dass, wenn sie ihn auch töteten, Gott sicherlich einen anderen an seiner statt erwecken würde.
Dem französischen Botschafter in Konstantinopel wird vorgeworfen, dass er das Evangelium des Johannes nicht beachtete und sich mit dem persischen Gesandten gemeinsam gegen Baha’u’llah verschworen hat, ohne seinen Fall zu untersuchen.
Die Gesamtheit der geistlichen Führer des sunnitischen Islam in Konstantinopel werden in der Sure als geistig tot und als hochmütig bezeichnet. Ihnen wird vorgeworfen, dass sie Namen anbeteten, die Gegenwart Baha’u’llahs nicht aufsuchten, seine Sache nicht erforschten und sich nicht über seine Lage unterrichteten.
Baha’u’llah ermahnt die Weisen Konstantinopels und die Philosophen der Welt nicht auf ihr Wissen stolz zu sein und tadelt sie, da sie es versäumten seine Gegenwart zu suchen; denn das Wesen der Weisheit bedeutet, Gott zu fürchten, ihn zu erkennen und seine Manifestation anzuerkennen.